# Talaytepe, Kayapınar
Talaytepe là một xã thuộc quận Kayapınar, tỉnh Diyarbakır, Thổ Nhĩ Kỳ.